# Парасагитална раван
Парасагитална раван или парамедијална или средња раван је термин који се користи у анатомији да опише било коју раван паралелну или суседну сагиталној равни. Иако је паралелна са сагиталном равни, она није директно у средњој линији и дели тело на неједнаке леве и десне делове При томе увек остаје паралелна са средњим или сагиталним шавом.   

## Анатомија
Парасагитална раван дели тело на леви и десни део и паралелна је са сагиталном равни, и није у средњој линији тела.
Парасагитална раван чији је пресек паралелан са сагиталном равни може бити:
- Средња кључна (клавикуларна) линија која пролази кроз кључну кост или клавикулу.
- Латерална и парастернална раван[2]

## Намена
Парасагитална раван служи лекарима да тачно опишу релативни положај делова људског тела у анатомији и клиничкој пракси.